# Kriebitzsch
Kriebitzsch ist eine Gemeinde im thüringischen Landkreis Altenburger Land. Sie gehört zur Verwaltungsgemeinschaft Rositz.

## Geographie

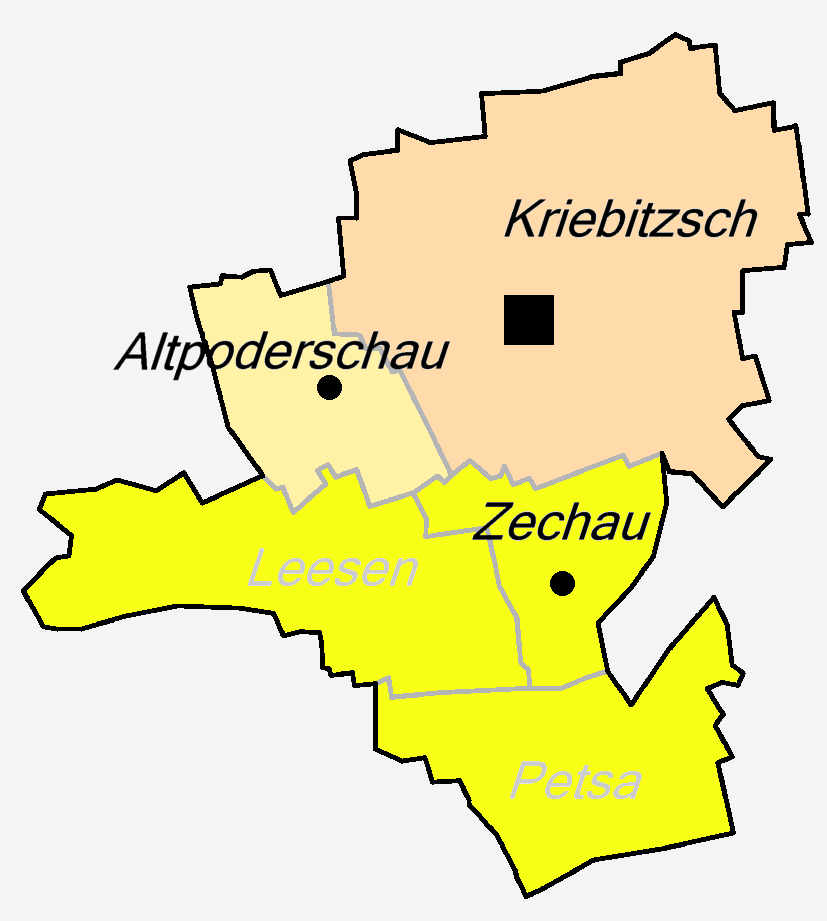
Gemeindegliederung

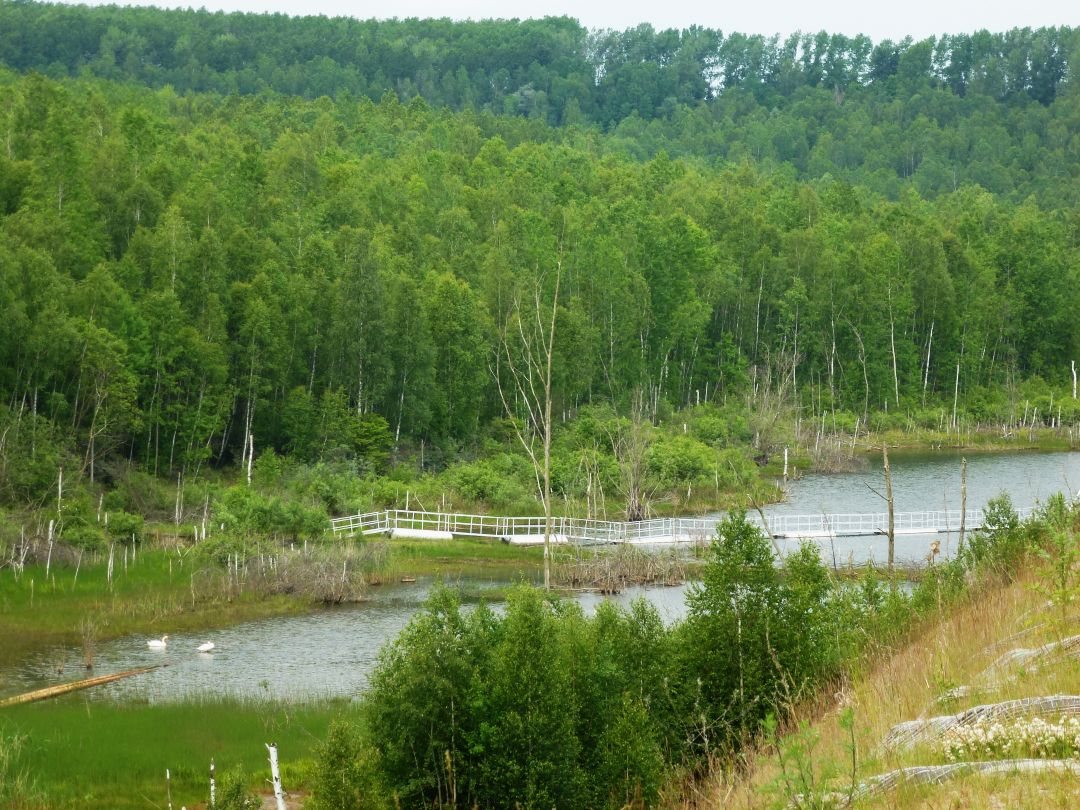
Restloch Zechau

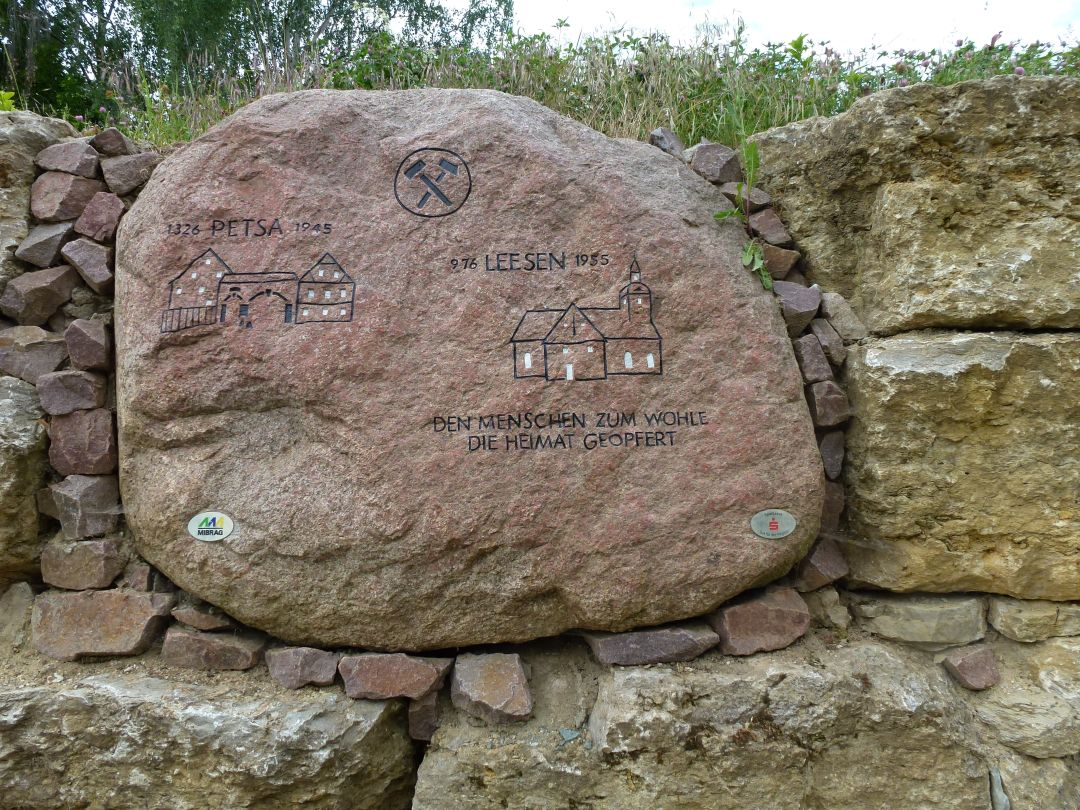
Erinnerungsstein in Zechau an die devastierten Orte Petsa und Leesen

### Geographische Lage
Die Gemeinde wird dem Altenburg-Zeitzer Lösshügelland zugeordnet und ist stark durch die frühere Braunkohlenförderung (Meuselwitz-Altenburger Braunkohlerevier) geprägt. Der ehemalige Tagebau Zechau – gelegen zwischen Monstab, Großröda und den drei Ortsteilen Kriebitzschs – bildet heute das Naturschutzgebiet "Restloch Zechau" mit großer ökologischer Bedeutung in der Bergbaulandschaft südlich von Leipzig. Der Hauptort Kriebitzsch liegt nur zwei Kilometer von der nächstgelegenen Stadt Meuselwitz entfernt. Die Kreisstadt Altenburg liegt fünf Kilometer südöstlich.

### Nachbargemeinden
Angrenzende Gemeinden sind (im Uhrzeigersinn) die Stadt Meuselwitz, Rositz, Monstab und Starkenberg im Landkreis Altenburger Land sowie Elsteraue im sachsen-anhaltischen Burgenlandkreis.

### Gemeindegliederung
Zu Kriebitzsch gehören die Ortsteile Altpoderschau und Zechau. Die ehemaligen Orte Leesen und Petsa fielen dem Braunkohleabbau (Tagebau Zechau) in den 1950er Jahren zum Opfer und wurden abgesiedelt.

## Geschichte

### Frühgeschichte
In der damaligen Sandgrube wurde im Jahr 1905 ein bronzezeitlicher Hortfund geborgen. In zwei Tongefäßen befanden sich zwölf Ösenhalsringe, zwei offene Armringe und eine Randaxt. Es könnte eine kultische Deponierung gewesen sein.

### 13. bis 19. Jahrhundert
Die urkundliche Ersterwähnung von Kriebitzsch erfolgte 1216. Im Dorf erfolgte auf Anweisung des Kaisers Friedrich Barbarossa (1122–1190) der Bau der Kirche St. Veit. Kriebitzsch gehörte zum wettinischen Amt Altenburg, welches ab dem 16. Jahrhundert aufgrund mehrerer Teilungen im Lauf seines Bestehens unter der Hoheit folgender Ernestinischer Herzogtümer stand: Herzogtum Sachsen (1554 bis 1572), Herzogtum Sachsen-Weimar (1572 bis 1603), Herzogtum Sachsen-Altenburg (1603 bis 1672), Herzogtum Sachsen-Gotha-Altenburg (1672 bis 1826). Bei der Neuordnung der Ernestinischen Herzogtümer im Jahr 1826 kam der Ort wiederum zum Herzogtum Sachsen-Altenburg. Nach der Verwaltungsreform im Herzogtum Sachsen-Altenburg gehörte Kriebitzsch bezüglich der Verwaltung zum Ostkreis (bis 1900) bzw. zum Landratsamt Altenburg (ab 1900). Juristisch unterstand das Dorf seit 1879 dem Amtsgericht Altenburg und ab 1906 dem Amtsgericht Meuselwitz.

### Zeitraum des Braunkohleabbaus in und um Kriebitzsch
Der Braunkohleabbau um das im Zentrum des Meuselwitz-Altenburger Braunkohlereviers liegende Kriebitzsch wurde in der zweiten Hälfte des 19. Jahrhunderts begonnen. Durch die 1872 eröffnete Bahnstrecke Altenburg–Meuselwitz–Zeitz, an der Kriebitzsch einen Bahnhof erhielt, erlebte der Braunkohleabbau einen Aufschwung, da mit der Bahn neue Absatzmärkte erschlossen werden konnten. In der Folgezeit entstanden Tiefbaugruben um den gesamten Ort, dies waren u. a. die "Grube Ida Nr. 108" (1878 bis 1952), die "Grube Gertrud Nr. 131" (1899 bis 1959), die "Grube Agnes Nr. 109" (1872 bis 1952) und die "Grube Union Nr. 112" (1872 bis 1952). 1898 entstand durch Vereinigung des Gertrud-Schachtes mit dem Glückauf-Schacht bei Kriebitzsch die Aktiengesellschaft Zechau-Kriebitzscher Kohlenwerke „Glückauf“ mit Sitz in Zechau. Zeitweise waren in Kriebitzsch fünf Brikettfabriken in Betrieb.
Im Tagebau wurde die Kohle zunächst im südwestlich von Kriebitzsch liegenden "Tagebau Gertrud I" (1908 bis 1916) gefördert. Etwas später folgte der "Tagebau Gertrud II (Petsa)" (1914 bis 1932) südlich von Petsa. Der 1931 aufgeschlossene Tagebau Gertrud III (Zechau) im Gebiet der südlich von Kriebitzsch liegenden Gemeinde Zechau-Leesen überbaggerte zwischen 1943 und 1947 dessen Ortsteil Petsa und zwischen 1950 und 1952 den Ortsteil Leesen. Die Einwohner wurden größtenteils in eine eigens für sie errichtete Siedlung in Kriebitzsch umgesiedelt. Nachdem der Tagebau im Jahr 1959 am westlichen Ortsrand von Zechau wegen Auskohlung zum Stillstand gekommen war, entstand im Bereich von Leesen das heute renaturierte Restloch Zechau. Es ist heute Naturschutzgebiet mit großer ökologischer Bedeutung innerhalb der Bergbaufolgelandschaft südlich von Leipzig.

### 20. Jahrhundert
Ab 1918 gehörte Kriebitzsch zum Freistaat Sachsen-Altenburg, der 1920 im Land Thüringen aufging. 1922 wurde der Ort dem Landkreis Altenburg angegliedert. Zur Zeit des Nationalsozialismus unterhielt die Deutsche Erdoel-Actiengesellschaft (DEA) in Zechau ein Lager mit 96 Zwangsarbeitern, in Kriebitzsch waren 12 untergebracht, die in der Bruderzeche H. Solf arbeiten mussten.
Bei der zweiten Kreisreform in der DDR wurden 1952 die bestehenden Länder aufgelöst und die Landkreise neu zugeschnitten. Somit kam Kriebitzsch mit dem Kreis Altenburg an den Bezirk Leipzig. 1953 wurde eine LPG gegründet. In den 1980er Jahren war die Wiederaufnahme des Braunkohleabbaus geplant, welche aber nicht zur Ausführung kam. Dem geplanten „Tagebau Meuselwitz“ zwischen Meuselwitz und Rositz hätte das gesamte Gemeindegebiet von Kriebitzsch einschließlich der Ortsteile Altpoderschau und Zechau weichen müssen. 1990 wurde Kriebitzsch mit dem Kreis Altenburg wieder thüringisch, seit 1994 gehört der Ort zum Landkreis Altenburger Land.

## Eingemeindungen und Einwohnerentwicklung

### Eingemeindungen
Altpoderschau wurde am 1. Januar 1973 eingemeindet, nachdem es mit Neupoderschau seit 1957 zur Gemeinde Poderschau zusammengefasst worden war. Am 1. August 1977 wurde Zechau mit den Fluren der ehemaligen Orte Leesen und Petsa eingemeindet.

### Einwohnerentwicklung
Die Statistik nennt für Kriebitzsch ohne die später eingemeindeten Orte 1910 1686, 1925 1900, 1933 1827 und 1939 noch 1734 Einwohner.
Entwicklung der Einwohnerzahl (Stand jeweils 31. Dezember):
| - 1994: 1.511 - 1995: 1.462 - 1996: 1.427 - 1997: 1.405 - 1998: 1.385 - 1999: 1.346 | - 2000: 1.318 - 2001: 1.312 - 2002: 1.268 - 2003: 1.233 - 2004: 1.256 - 2005: 1.249 | - 2006: 1.208 - 2007: 1.187 - 2008: 1.166 - 2009: 1.133 - 2010: 1.132 - 2011: 1.102 | - 2012: 1.078 - 2013: 1.059 - 2014: 1.025 - 2015: 1.018 - 2016: 0990 - 2017: 0992 | - 2018: 0999 - 2019: 1.005 - 2020: 0990 - 2021: 1.001 - 2022: 1.017 - 2023: 1.001 |
| Datenquelle: Thüringer Landesamt für Statistik                                      |                                                                                     |                                                                                     |                                                                                   |                                                                                   |

## Politik

### Gemeinderat
Seit der Kommunalwahl vom 26. Mai 2024 setzt sich der Gemeinderat wie folgt zusammen:
- Freie Wählergemeinschaft (FWG) – 9 Sitze (77,2 %)
- Sozialdemokratische Wählervereinigung Kriebitzsch (SWV) – 3 Sitze (22,8 %)

Die Wahlbeteiligung lag bei 60,9 %.

### Bürgermeister
Die Gemeinderatswahl von 1994 gewann der zur Wählergemeinschaft gehörende Lutz Kipping mit 66,9 % der Stimmen im ersten Wahlgang. 1999 setzte sich Bernd Burkhardt von der PDS mit 58,3 % im ersten Wahlgang durch. Die Wiederwahl erfolgte jeweils im ersten Wahlgang 2004 (96,2 %), 2010 (70,3 %) und am 5. Juni 2016 (73,5 %). Die Bürgermeisterwahl 2022 gewann Sven Verch (parteilos) in einer Stichwahl gegen Sven Gorlt (parteilos).

## Wirtschaft und Infrastruktur

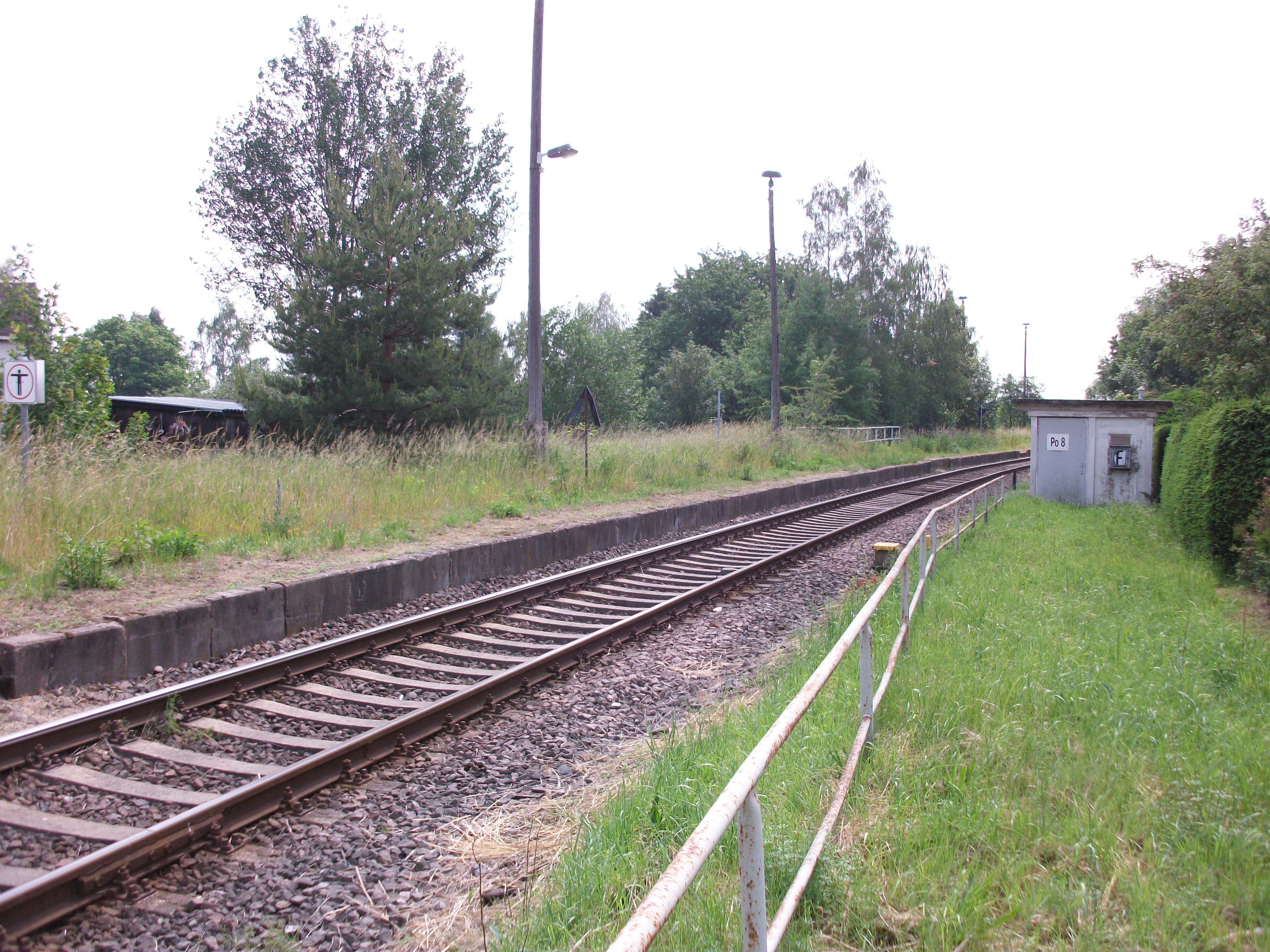
Haltepunkt Kriebitzsch (2019)

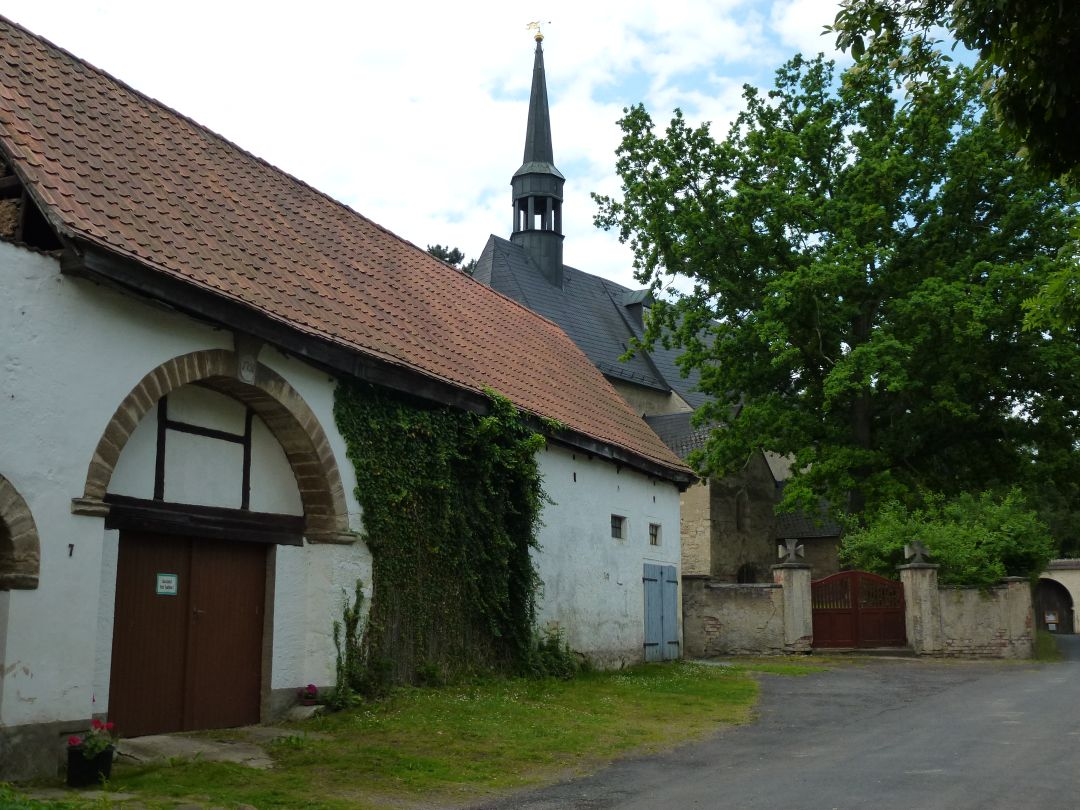
Kirche in Kriebitzsch

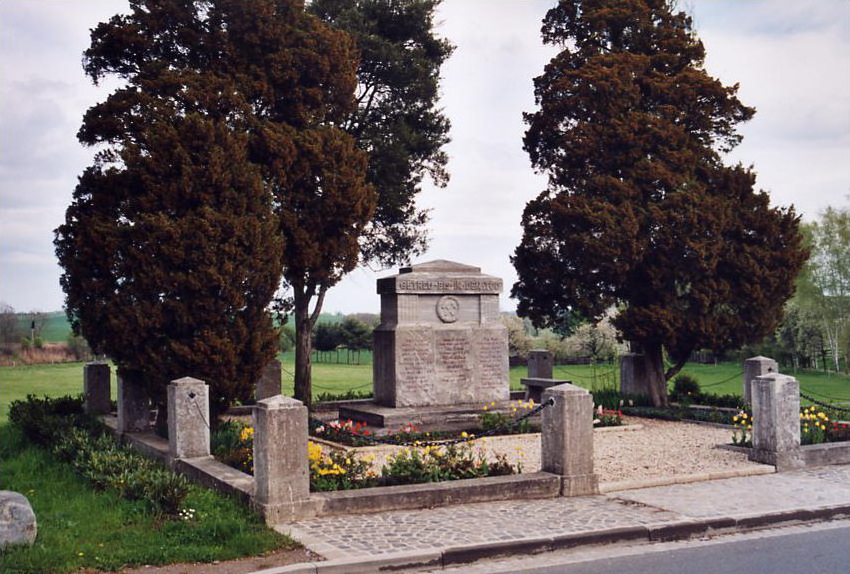
Denkmal für die 17 Toten des Grubenunglücks von 1921

### Verkehr
Über Kriebitzsch verläuft die Bundesstraße 180 von Altenburg nach Zeitz. Die Landesstraße 2174 führt nach Wintersdorf, Kreis- und Gemeindestraßen erschließen die beiden südlichen Ortsteile Altpoderschau und Zechau. Die Gemeinde liegt im Mitteldeutschen Verkehrsverbund und ist über mehrere täglich verkehrende Buslinien der THÜSAC Personennahverkehrsgesellschaft direkt mit Altenburg, Meuselwitz und Lucka verbunden. Die Linie 412 verkehrt bis nach Leipzig. Kriebitzsch besaß einen Haltepunkt an der mittlerweile stillgelegten Bahnstrecke Zeitz–Altenburg.

### Wasserver- und Abwasserentsorgung
Die Aufgaben der Wasserver- und Abwasserentsorgung hat die Gemeinde dem Zweckverband Wasserver- und Abwasserentsorgung Altenburger Land übertragen.

### Ansässige Unternehmen
Im Ortsteil Zechau befand sich eine Brikettfabrik. Sie wurde 1898/1899 erbaut und blieb bis 1991 in Betrieb.
Die Fabrik wurde teilweise ab Mitte 1993 als technisches Museum weiter genutzt. Das Museum musste jedoch geschlossen werden und schließlich wurde die Fabrik 2003 vollständig abgerissen.

### Kirche
Die Saalkirche ist in Teilen noch romanisch und hat einen polygonal geschlossenen Chor. Fünf Spitzbogenfenster wurden 1898 von der Naumburger Werkstatt Wilhelm Franke geschaffen. Das Chorscheitelfenster zeigt Christus. Im Vierpass die Inschrift nach Lk2, 14; Ehre sei Gott in der Höhe. Die Chorfenstern sIII und sIV sind mit fensterabschließenden Rahmenbordüren eingefasst. Aufwendig gestaltete Glasmalereifenster mit Schmuckbordüren und Heckenrosen sowie verschiedene Schriftbänder. Domglas Naumburg ist Nachfolgefirma mit Archivunterlagen.

## Persönlichkeiten
- Alban Köhler (* 1. März 1874 in Petsa; † 26. Februar 1947 in Niederselters), Radiologe
- Walter Libuda (* 24. Juni 1950 in Leesen), Objektkünstler